# Łabowice
Łabowice – nieoficjalny przysiółek wsi Dąbrówka w Polsce położony w województwie śląskim, w powiecie gliwickim, w gminie Wielowieś.

## Informacje ogólne
Przysiółek (uroczysko) Łabowice to polana leśna, na której znajduje się nieczynny mały kamieniołom i jednorodzinny dom mieszkalny tuż obok tego kamieniołomu.

## Położenie
Przysiółek jest położony na północ od leśnej drogi Centawa – Dąbrówka.